# سامسونگ اس‌پی‌اچ-آی۵۵۰
سامسونگ اس‌پی‌اچ-آی۵۵۰ یک‌نمونه از گوشی‌های تلفن همراه سری I شرکت سامسونگ می باشد که توسط همین شرکت به بازار عرضه شده‌است.